# Norman Chibane
Norman Chibane (* 1999) ist ein botswanischer Leichtathlet, der sich auf den Weit- und Dreisprung spezialisiert hat.

## Sportliche Laufbahn
Erste Erfahrungen bei internationalen Meisterschaften sammelte Norman Chibane im Jahr 2022, als er bei den Afrikameisterschaften in Port Louis mit 7,29 m den achten Platz im Weitsprung belegte.
2021 wurde Chibane botswanischer Meister im Weit- und Dreisprung.

## Persönliche Bestleistungen
- Weitsprung: 7,98 m (+1,3 m/s), 15. Mai 2021 in Gaborone
- Dreisprung: 15,56 m (0,0 m/s), 16. Mai 2021 in Gaborone